# 不丹猛虎力量
不丹猛虎力量是不丹共产党（马列毛）领导的反政府武装组织。该组织主张通过人民战争，推翻不丹君主专制政权，建立“人民政府”。近年来，该组织多次袭击不丹境内的政府目标。该组织使用的武器多为自制土炸弹和旧式自制步枪。